# Аравийская пустыня и ксерические кустарники Восточной Сахары и Аравии
Аравийская пустыня и ксерические кустарники Восточной Сахары и Аравии — пустынный экологический регион, по большей части расположенный на Аравийском полуострове, крупнейший экорегион этого полуострова и один из крупнейших непрерывных массивов песка в мире. Простирается от Йемена и Омана на юге полуострова до Ирака, Ирана и Кувейта на севере и Египта на западе. Статус сохранности экорегиона оценивается как критический, его специальный код — PA1303.

## Ландшафт
Одна из пустынь экорегиона — Руб-эль-Хали. Высота поверхности пустыни над уровнем моря на её крайнем юго-западе составляет 800 мм, равномерно снижаясь на протяжении 100 км практически до уровня моря на северо-востоке. Песок покрывает гравийные или гипсовые равнины. На восточных окраинах пустыни дюны достигают высоты в 250 м.
В некоторых районах экорегиона есть солончаки.

## Климат
Количество осадков обычно составляет менее 35 мм в год, среднесуточная относительная влажность составляет около 52 % в январе и 15 % в июне — июле. Максимальные дневные температуры составляют в среднем 47 °C в июле и августе, достигая максимума в 51 °C. Среднесуточная минимальная температура составляет в среднем 12 °C в январе и феврале, хотя были зафиксированы заморозки. Суточные перепады температур значительные.

## Флора и фауна
В экорегионе мало биоразнообразия, растёт несколько эндемичных растений.
Руб-эль-Хали отличается очень ограниченным флористическим разнообразием. Существует всего 37 видов, из которых 20 зарегистрировано в основном массиве песков и 17 преимущественно на внешних окраинах. Из них один или два вида являются эндемичными. Растительность можно охарактеризовать как довольно рассеянную, но довольно равномерно распределённую песчаную заросль, в некоторых частях прерываемую почти бесплодным дном между дюнами. Типичными растениями являются Calligonum crinitum на склонах дюн, Cyperus conglomeratus, Dipterygium glaucum и Zygophyllum mandavillei. Деревья, за исключением окраин экорегиона, отсутствуют, обычно это Acacia ehrenbergiana и Prosopis cineraria.
Типичными млекопитающими для экорегиона являются аравийский волк, барханный кот, капский заяц, каракал, обыкновенная лисица и полосатая гиена. Среди рептилий здесь обитает Uromastyx thomasi.
Среди птиц в экорегионе встречаются Chlamydotis undulata и красный фламинго. Участки лесных массивов Prosopis cineraria в Омане, которые могут достигать 85 км в длину и 20 в ширину, обеспечивают жизненно важную тень и среду обитания для птиц.

## Состояние экорегиона
Основными угрозами для экорегиона являются чрезмерный выпас и перевыпас скота, браконьерство, повреждение растительности из-за вождения по бездорожью и разрушение среды обитания. Некоторые животные вымерли в экорегионе из-за охоты и фрагментация среды обитания. Были повторно интродуцированы другие виды, такие как белый орикс и песчаная газель, они охраняются в ряде заповедников. В охраняемой зоне Урук-Бани-Маарид площадью 12 000 км² обитают белый орикс, джейран и обыкновенная газель. Первые два вида были реинтродуцированы после того, как к началу 1970-х годов моторизованные охотничьи отряды практически истребили их.